# بحر المتئد
بَحْرُ المُتَّئِذِ أو بَحْرُ الغَرِيبِ هو بحر مهمل من بحور دائرة المشتبه التي تحوي السَّرِيع والمُنْسَرِح والخَفِيف والمُضَارِع والمُقْتَضَب والمُجْتَثّ، ووزنه «فَاعِلاتُنْ فَاعِلاتُنْ مُسْتَفْعِلُنْ» مرّتين. وهو معكوس بحر المُجْتَثّ.

## الأوزان
وزن بحر المتّئد:

## الزحافات
أنواع الزحاف فيه:
1. الخبن
2. الكف

## الأعاريض
العروض (مُسْتَفْعِلُنْ) لها ضربان:
1. صحيح: (مُسْتَفْعِلُنْ)
2. مخبون مقصور: (مُتَفْعِلْ) = (فَعُولُنْ)

## أمثلة
قال بعض المولّدين:
وقال آخر: